# Imantodes tenuissimus
Espèce
Synonymes
- Himantodes tenuissimus Cope, 1867

Imantodes tenuissimus  est une espèce de serpents de la famille des Dipsadidae.

## Répartition
Cette espèce est endémique du Mexique. Elle se rencontre dans les États du Yucatán, de Quintana Roo et de Campeche.

## Publication originale
- Cope, 1867 "1866" : Fifth contribution lo the herpetology of tropical America. Proceedings of the Academy of Natural Sciences of Philadelphia, vol. 18, p. 317-323 (texte intégral).